# Port lotniczy Rennes

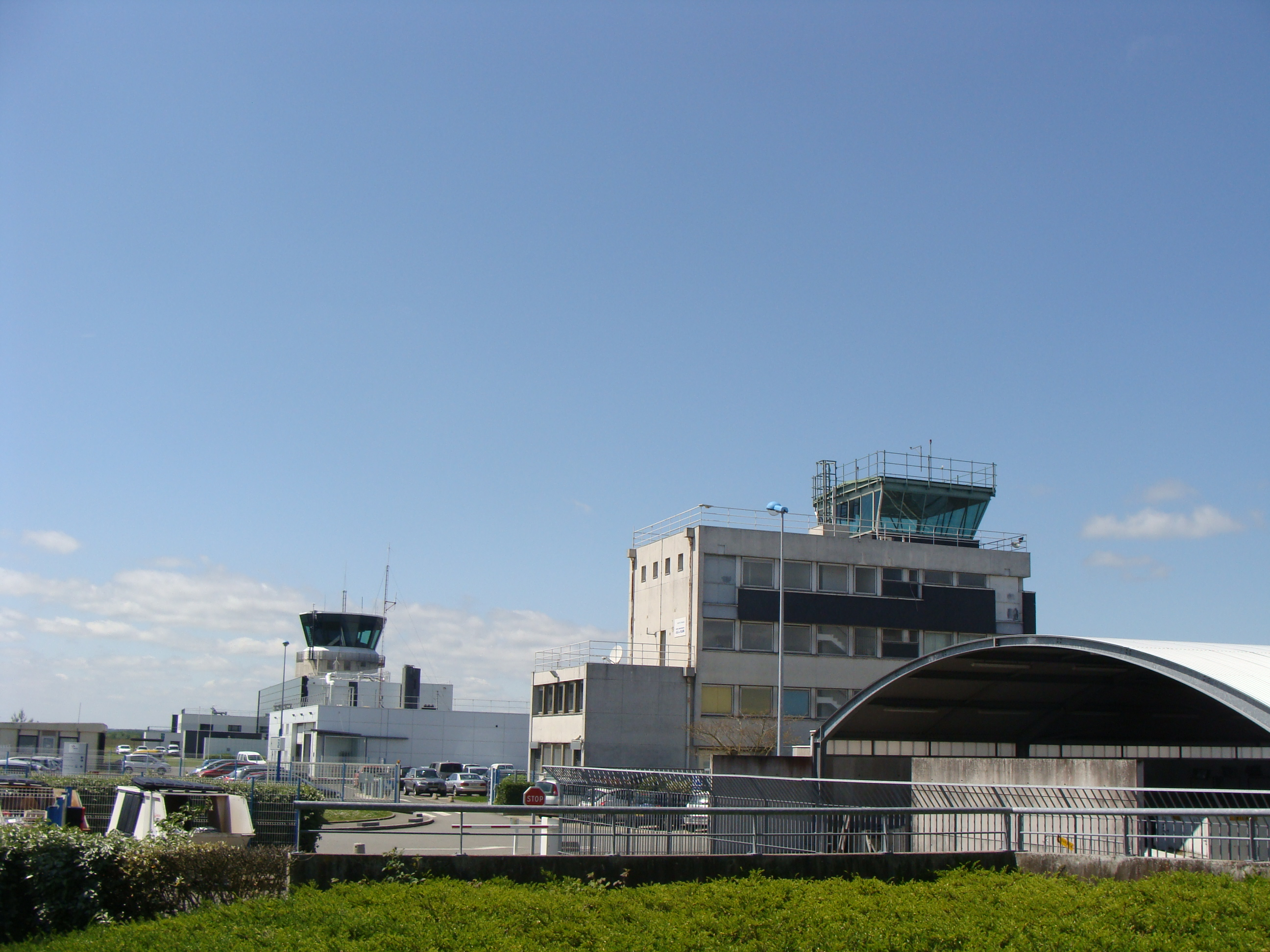

Port lotniczy Rennes (IATA: RNS, ICAO: LFRN) – port lotniczy położony 6 km na południowy zachód od Rennes, w departamencie Ille-et-Vilaine, w regionie Bretania, we Francji. 

## Linie lotnicze i połączenia
| Linia Lotnicza | Kierunek |
| -------------- | --- |
| Air France     | 1. Lyon 2. Paryż-Charles de Gaulle Sezonowo: 1. Ajaccio-Napoléon Bonaparte 2. Bastia 3. Biarritz 4. Calvi 5. Figari 6. Marsylia 7. Nicea |
| Blue Islands   | Sezonowo: 1. Jersey |
| EasyJet        | 1. Londyn-Gatwick 2. Nicea 3. Tuluza |
| Finist'air     | Sezonowo: 1. Belle-Île |
| KLM            | 1. Amsterdam |
| Lufthansa      | 1. Frankfurt |
| Transavia      | 1. Marsylia 2. Montpellier Sezonowo: 1. Marrakesz                                                                                        |
| Twin Jet       | 1. Tuluza |
| Volotea        | 1. Marsylia |